# 比奧·波林
比奧·波林（1984年4月15日—）是一名出生於喀麥隆的印尼足球運動員，目前效力於佩西普拉，位置後衛。

## 國家隊生涯
2015年3月23日，在居住印尼長達九年以上之後，波林正式歸化印尼國籍，隨後即被印尼國家隊代理主教練班尼·多羅徵召入隊，於2015年3月30日面對緬甸的友誼賽上首度出場。

## 榮譽
佩西普拉
冠軍
- 印尼超級聯賽（3）：2008–09、2010–11、2013
- 印尼社區盾（1）：2009
- 印尼島際盃（英语：Indonesian Inter Island Cup）（1）：2011

亞軍
- 印尼超級聯賽（1）：2014

## 外部連結
- Liga Indonesia
- Bola.net （页面存档备份，存于）
- World Football （页面存档备份，存于）